# Margot Frank
Margot Betti Frank (ur. 16 lutego 1926 we Frankfurcie nad Menem, zm. koniec lutego / początek marca 1945 w obozie koncentracyjnym Bergen-Belsen) – starsza siostra Anne Frank, której nakaz deportacji do obozu koncentracyjnego przyspieszył decyzję Ottona Franka o ukryciu rodziny.

## Życiorys
Margot Betti Frank urodziła się 16 lutego 1926 roku we Frankfurcie nad Menem, gdzie mieszkała z rodzicami (Otto Frank, Edith Frank) i siostrą Anne we wczesnym dzieciństwie. Imię otrzymała po ciotce (Bettina Mastertebattia Hollander 1898–1914).
Uczęszczała do szkoły Ludwiga Richtera aż do 30 stycznia 1933 roku, kiedy to Adolf Hitler został wybrany na kanclerza Rzeszy Niemieckiej. Wkrótce weszło w życie wiele dekretów antyżydowskich, m.in. dotyczących usunięcia dzieci żydowskich z niemieckich szkół niewyznaniowych. Widząc wzrost antysemityzmu rodzina postanowiła emigrować do Holandii. Latem 1933 roku Edith Frank wraz z córkami przeniosła się do Akwizgranu, gdzie mieszkała jej matka, zaś Otto Frank rozpoczął poszukiwania domu w Amsterdamie. 5 grudnia 1933 Margot i matka opuściły Niemcy (Anne dołączyła do nich w lutym 1934 roku). Tam rozpoczęła naukę w szkole niedaleko nowego domu w południowym Amsterdamie. W 1940 roku po inwazji niemieckiej na Holandię Margot została zmuszona, przez antyżydowskie prawa, przenieść się do żydowskiego liceum. Tu została zapamiętana za swoją inteligencję, pilność oraz głęboką wiarę. Margot, podobnie jak matka, uczestniczyła w życiu amsterdamskiej społeczności żydowskiej. Studiowała język hebrajski, chodziła do synagogi, a w 1941 roku przystąpiła do młodzieżowego ruchu holenderskich syjonistów, których marzeniem było osiedlenie się w Izraelu i założenie państwa żydowskiego, gdzie, według Anne, Margot chciała zostać gospodynią domową.
5 lipca 1942 roku Margot otrzymała wezwanie do stawienia się w obozie pracy. Następnego dnia Frankowie ukryli się w specjalnie przygotowanych pomieszczeniach nad biurem Otto Franka. Do rodziny wkrótce dołączyła czwórka znajomych Żydów. Cała ósemka mieszkała tam przez ponad dwa lata, aż do zdrady ich miejsca pobytu w sierpniu 1944.
Margot, wraz z pozostałą siódemką, została aresztowana przez Gestapo, przetrzymana przez noc w ich kwaterze głównej, a następnie umieszczona na trzy dni w pobliskim więzieniu. 8 sierpnia przewieziono ich do obozu przejściowego Westerbork. Tam rodzina Franków, Hermann van Pels, Auguste van Pels, ich syn Peter van Pels oraz Fritz Pfeffer zostali uznani za kryminalistów przez urzędników obozu (brak odpowiedzi na wezwanie wysłane do Margot w 1942 roku oraz życie w ukryciu przez 2 lata) i skazani na ciężkie prace. 3 września wybrano ich do ostatniego transportu do obozu koncentracyjnego Auschwitz. 30 października Margot i Anne zostały przewiezione do obozu Bergen-Belsen, gdzie zimą obie zaraziły się tyfusem. Według zeznania Janny Brandes-Brilleslijper, pielęgniarki aresztowanej za pomoc holenderskiemu ruchowi oporu i która poznała rodzinę Franków w Westerbork, Margot Frank zmarła krótko przed śmiercią Anne – pod koniec lutego lub na początku marca 1945 roku. Janny i jej siostra Lin Jaldati pochowały siostry razem w jednym z grobów masowych znajdujących się na terenie obozu.
Ojciec rodziny, Otto Frank, był jedyną osobą z grupy ukrywającej się w domu przy Prinsengracht, która przeżyła wojnę. Po powrocie do Amsterdamu, otrzymał rękopisy dziennika zmarłej córki Anne i doprowadził do ich publikacji.
Pamiętnik Margot, który jest wspomniany w „Dzienniku” Anne Frank, nigdy nie został odnaleziony. Listy napisane przez obie siostry do amerykańskich przyjaciół opublikowano w 2003 roku.